# Красавка (Самойловский район)
Красавка — село в Самойловском районе Саратовской области России. Административный центр Красавского муниципального образования. С 1780 года до упразднения уездно-губернского деления в 1928 году волостной центр Красавской волости Саратовской губернии. По состоянию на 2013 год вмещает около 590 дворов и около 1,1 тыс. жителей.
Расположено на административной границе Саратовской и Волгоградской областей на берегу реки Елань.

## География
Село находится в юго-западной части Саратовского Правобережья, в пределах Окско-Донской равнины, в степной зоне, на берегах реки Елань.
Планировочная ось села — улица Ленина.

### Климат
Климат характеризуется как умеренно континентальный с холодной малоснежной зимой и сухим жарким летом. Среднегодовая температура воздуха — 4,7 — 4,9 °C. Средняя многолетняя температура самого холодного месяца (января) составляет −11 — −11,1 °С (абсолютный минимум — −43 °С), температура самого тёплого (июля) — 20,7 — 20,8 °С (абсолютный максимум — 42 °С). Среднегодовое количество атмосферных осадков — 385—476 мм, из которых большая часть (250—310 мм) выпадает в период с апреля по октябрь. Снежный покров держится в среднем 120—127 дней в году.

### Флора и фауна
На севере поселения располагается старый рукотворный лес с преобладанием дуба, осины и вяза. Также имеются разделительные лесополосы, состоящие в основном из лиственных деревьев.

## История
Основано в 1711 году как слобода украинскими крестьянами-переселенцами, предположительно из-под Киева. Долгое время крестьяне были свободными — вольными, но когда истёк срок государственных льгот, крестьян закрепостили местные помещики.
С 1780 года, когда Балашов стал уездным городом, слобода стала волостным центром.
В начале XIX века на левый берег реки Елани были переселены русские крестьяне из Тамбовской и Тверской губерний, новое поселение называли не слободой, а селом, но наименование с правобережной частью было общим — Красавка. В 1830-х годах крепостные крестьяне были куплены удельным ведомством и по уставной грамоте получили по 7 десятин земли на душу. В 1884 году на душу уже приходилось по 5 десятин земли, учитывались и неудобные земли. Система хозяйства была трёхпольная, около четверти всех посевов занимала рожь, овёс — 15 %, ячмень − 8 %, лён −16 %, урожайность была низкой (около 40−50 пудов ржи и 31—35 пудов пшеницы с десятины). В 1886 году в слободе Красавка было — 2 кабака, 4 лавки, 10 ветряных мельниц, ростовщик (Тихон Берёзкин). По раскладному приговору мирские крестьяне платили 350 рублей ежегодно пожарному за содержание лошадей, 200 рублей — за аренду земли, 60 рублей — учителю, 15 рублей — старосте, 67 рублей — сельскому ямщику, 84 рублей — писарю, 12 рублей 50 копеек — сборщику податей. Все эти платежи раскладывались по душам. В 1893 году в слободе Красавка в 1893 году проживало 1682 человека, в селе Красавка — 566.
В 1872 году открылось первое начальное земское училище, 11 октября 1899 года появилось и второе (его окончил в 1904 году будущий математик Суслин). В 1901—1902 учебном году второе училище состояло из четырёх отделений, в которых обучалось 100 мальчиков, в следующем учебном году — 100 мальчиков и 3 девочки, в 1902 году его окончило 13 мальчиков и в 1903 — 11 мальчиков.
С 1865 года помещик Иван Семёнович Ротин начал в трёх километрах от села строительство усадьбы, выписав из Москвы строителей, учеников архитектора Матвея Казакова, позднее Ротиным была построена в селе и церковь.
В 1905 году в селе прошли волнения, был перерезан гурт скота, который перегоняли из Елани в Балашов, после этого стали резать помещичий скот, отбирать зерно. Беспорядки были подавлены казаками, руководитель беспорядков — местный крестьянин Василий Алексеевич Гречкин, — был арестован и умер в заключении.
1 января 1918 года в селе установлена Советская власть, в то же время была создана потребкооперация на русской и украинской стороне села, предметы продажи — соль, спички, керосин, — возили на лошадях из Балашова. В 1929 году начали организовываться колхозы, на ведение хозяйства колхозам было выделено 12 тыс. га земли, в сентябре 1930 года была создана собственная машинно-тракторная станция.
В 1960-е — 1980-е годы колхозы несколько раз укрупнялись и разделялись. В тот период в село было проведено электричество и выстроена электроподстанция, действовало 2 магазина кооперативной торговли, пекарня, сельская столовая с буфетом, баня, аптека, почтовое отделение, радиоузел, сельский клуб с танцплощадкой, библиотека, мельница, стадион, средняя школа со спортивным залом, крольчатником, спортивной площадкой, огородом и котельной. В одном из колхозных хозяйств была маслобойка, для отжима масла из семян подсолнечника. В разное время в разных хозяйствах работали сырзаводы, действовал асфальтовый завод. Также в селе функционировала больница на 20 койко-мест с поликлиникой, больница впоследствии переоборудована в дом престарелых и инвалидов.
В бывшей усадьбе помещика Ротина был построен комплекс детского оздоровительного лагеря «Звёздочка», в 1990-е годы лагерь был разрушен. В середине 1970-х годов был выстроен железобетонный мост через реку Елань, соединивший две части села (до этого в селе был деревянный мост, который во время весеннего половодья полностью затапливался). В начале 1980-х годов в селе был запущен водопровод, пробурены три скважины. В 1990-е годы село газифицировано.

## Население
| 2002 | 2010  |
| ---- | ----- |
| 1226 | ↘1038 |

### Историческая численность населения
К 1859 году в селе было 227 дворов, 2312 жителей

## Известные жители
Родился, жил, умер и был похоронен на местном кладбище выдающийся математик Михаил Суслин (1894—1919).

## Инфраструктура
Личное подсобное хозяйство с зоной сельскохозяйственного использования, индивидуальная застройка усадебного типа.

### Производственная инфраструктура
По состоянию на 2010-е годы в селе функционируют несколько фермерских хозяйств.

### Социальная инфраструктура
Средняя школа, Красавский дом-интернат для престарелых и инвалидов, библиотека, пост пожарной охраны, аптека, пункт медицинской помощи, почта, Красавский сельский дом культуры.

### Инженерная инфраструктура
Село газифицировано, электрифицировано, есть водоснабжение.
Электрическая подстанция Красавская обеспечивает село электроэнергией. Действует газовый участок.
Работает мобильная связь.

### Рыночная инфраструктура
Действует отделение «Сбербанка», автомобильная заправочная станция, есть несколько частных магазинов.

## Транспорт
Автобусное сообщение с райцентром. Остановка общественного транспорта «Красавка».